# 데이지 해거드
데이지 해거드(Daisy Haggard, 1978년 3월 22일 ~ )는 영국의 배우이다.
런던에서 태어났다.

## 방송
- 엉클 시즌2
- 에피소드 시즌4
- 엉클 시즌1
- 에피소드 시즌3
- 에피소드 시즌2

## 영화
- 송버드 (2018년)
- 엉클 시즌2 (2015년)
- 엉클 시즌1 (2014년)
- 투티스 웨딩 (2011년) - 투티 역
- 에피소드 시즌1 (2011년)
- 허니무너 (2010년)
- 해리 포터와 죽음의 성물 - 1부 (2010년)
- 센스 앤 센서빌리티 (2008년)
- 해리 포터와 불사조 기사단 (2007년)
- 하우스와이프, 49 (2006년)
- 니콜라스 니클비 (2002년)
- 클럽 르 몽드 (2002년)
- 맥스 (2002년)